# Nordlys (musikalbum)
Nordlys är det tysk-norska folk metal-bandet Midnattsols andra studioalbum, utgivet 2008 av skivbolaget  Napalm Records.

## Låtförteckning
1. "Open Your Eyes" – 5:43
2. "Skogens lengsel" – 5:04
3. "Northern Light" – 6:19
4. "Konkylie" – 8:13
5. "Wintertime" – 5:17
6. "Race of Time" – 5:40
7. "New Horizon" – 2:51
8. "River of Virgin Soil" – 5:37
9. "En natt i nord" – 5:17

- Text: Carmen Elise Espenæs
- Musik: Midnattsol

## Medverkande
Musiker (Midnattsol-medlemmar)
- Carmen Elise Espenæs – sång
- Daniel Droste – gitarr, sång
- Daniel Fischer – keyboard
- Birgit Öllbrunner – basgitarr
- Christian Hector – gitarr, mungiga
- Chris Merzinsky – trummor

Produktion
- Alexander Krull – producent, ljudtekniker
- Markus Stock – producent, ljudtekniker
- Thorsten Bauer – producent, ljudtekniker
- Tobias Schönemann – ljudtekniker
- Tue Madsen – ljudmix
- Chris Merzinsky – ljudmix
- Daniel Droste – ljudmix, mastering
- Chris Hector – mastering
- Fabian Ritter – omslagsdesign, omslagskonst
- Ingo Römling – omslagskonst
- Jens Howorka – foto